# Holland (Vermont)
Holland és una població dels Estats Units a l'estat de Vermont. Segons el cens del 2000 tenia 588 habitants.

## Demografia
Segons el cens del 2000, Holland tenia 588 habitants, 219 habitatges, i 160 famílies. La densitat de població era de 6 habitants per km².
Per edats la població es repartia de la següent manera: un 32,1% tenia menys de 18 anys, un 5,6% entre 18 i 24, un 30,6% entre 25 i 44, un 22,6% de 45 a 60 i un 9% 65 anys o més.
L'edat mediana era de 35 anys. Per cada 100 dones de 18 o més anys hi havia 97,5 homes.
La renda mediana per habitatge era de 28.359 $ i la renda mediana per família de 29.297 $. Els homes tenien una renda mediana de 22.500 $ mentre que les dones 16.528 $. La renda per capita de la població era d'11.936 $. Entorn del 12,6% de les famílies i el 15,1% de la població estaven per davall del llindar de pobresa.